# We Ride
«We Ride» (en español: «dirigimos») es el tercer sencillo pormocional del álbum A Girl Like Me de Rihanna y fue lanzado a mediados del 2006. No pudo entrar en el Hot 100 y el Canadian Singles Chart pero logró alcanzar el top 20 de UK Singles Chart y el top 10 de New Zealand Singles Chart. El sencillo se mantuvo 61 semanas en listas.
De acuerdo a la compañía The Official UK Charts Company, «We Ride» ha vendido alrededor de 45 mil copias en el Reino Unido.

## Antecedentes
"We Ride" es una canción hip hop soul con influencias de R&B que es sobre la relación pasado doloroso de una mujer. Ella canta acerca de cómo ha sido la promesa de que van a estar juntos para siempre, pero ella continúa para describir los momentos que él hizo cosas que podrían separarlos. Rihanna canta "cuando paseamos, paseamos, su 'hasta el día en que morimos". En el segundo verso se retrocede en el tiempo que tuvimos juntos. La canción está escrita y producida por Stargate, el equipo que produjo y coescribió "de Ne-Yo So Sick" y "Sexy Love", "Mis-Teeq un escándalo", así como de Rihanna anterior tema "Unfaithful". Esta canción llegó al número 90 en Top BET cuenta regresiva de 100 Video de 2006.

## Video musical
El video musical fue filmado en Miami, así como Cayos de la Florida y fue dirigido por Anthony Mandler. El 18 de septiembre de 2006, el video se estrenó en el canal MuchMusic de Canadá. El video se estrenó en Total Request Live el 20 de septiembre de 2006. El video debutó en Total Request Live en el número 9 del 25 de septiembre de 2006. También ha alcanzado el 106 y BET cuenta regresiva Park.

## Posicionamiento
| Lista                             | Mejor posición |
| --------------------------------- | -------------- |
| Australian Singles Chart          | 24             |
| Belgian Singles Chart             | 40             |
| Croatian Singles Chart            | 31             |
| Czech Republic Singles Chart      | 14             |
| Finnish Singles Chart             | 4              |
| German Singles Chart              | 45             |
| Irish Singles Chart               | 17             |
| Italian Singles Chart             | 31             |
| New Zeland Singles Chart          | 7              |
| Poland Singles Chart              | 4              |
| Swiss Singles Chart               | 3              |
| UK Singles Chart                  | 17             |
| US Billboard Hot 100              | 24             |
| US Billboard Hot Dance Club Songs | 1              |
| US Billboard Pop Songs            | 34             |

| País           | Organismo certificador | Certificación | Ventas certificadas | Ref.  |
| -------------- | ---------------------- | ------------- | ------------------- | ----- |
| Estados Unidos | RIAA                   | Oro           | 500 000             | [ 3 ] |

| 2006                     |    |
| Australian Urban Singles | 45 |